# Fronteira, Bồ Đào Nha
Fronteira là một huyện thuộc tỉnh Portalegre, Bồ Đào Nha. Huyện này có diện tích 248 km², dân số thời điểm năm 2001 là 3732 người.